# Piraňovití
Piraňovití (Serrasalmidae) jsou čeleď paprskoploutvých ryb z řádu trnobřiší (Characiformes). Mají zploštělé a velmi vysoké tělo, největší zástupci piraňovitých délkou těla přesahují 80 či 100 cm, zatímco nejmenší z nich dospívají při délce pouhých několika centimetrů. Zuby, které do sebe z boku zapadají, jsou uloženy v jedné nebo dvou řadách. Podle přijímané potravy se jejich podoba různí, od trojúhelníkovitých zubů s vroubkováním vhodných k řezání masa po zuby podobné stoličkám, které se zase hodí k drcení tvrdé potravy.
Všechny druhy žijí na území Jižní Ameriky, zejména v nížinách a záplavových oblastech. Často obývají mělké vody s přidruženou vegetací, jaké poskytují např. pomalé úseky velkých řek, řada piraňovitých však žije i v rychle tekoucích proudech. Navzdory obrazu piraní jako nenasytných predátorů má tato skupina velmi rozmanité potravní návyky, konzumují bezobratlé, rostlinnou potravu i maso. Velcí bazální zástupci piraňovitých, již se v dospělosti živí zejména plody, v ekosystému plní důležitou úlohu rozptylovačů semen. Dravé piraně se objevují v podčeledi Serrasalminae, přičemž řada dravých druhů ukusuje šupiny a ploutve ostatním rybám. V hejnech žijící piraňa červená (Pygocentrus nattereri) je považována za druh nebezpečný člověku, ovšem pověst piraní jakožto lidožroutů je spíše přehnaná.

## Systematika
Za popisnou autoritu čeledi piraňovitých (Serrasalmidae) je pokládán nizozemský přírodovědec a lékař Pieter Bleeker (1859). Z hlediska vnější systematiky patří piraňovití do řádu paprskoploutvých ryb trnobřiší (Characiformes). V průběhu historie byly piraně klasifikovány i jako podčeleď tetrovitých (Characidae) a zejména na konci 20. století se v literatuře hojně objevovaly oba přístupy: jak respektování samostatné čeledi piraňovitých, tak začlenění piraní mezi tetrovité. Molekulárně-fylogenetická data však nepodpořila blízký vztah piraní a tetrovitých, naopak je klade spíše do příbuzenstva skupiny Anostomoidea, anebo k čeledím polozubkovití (Hemiodontidae) a zubaticovití (Cynodontidae) z řádu trnobřiší. Rozsáhlá studie Kolmann et al. (2021) potvrdila jakožto nejbližší příbuzné piraní polozubkovité.
Raní systematici, zejména ti z první poloviny 20. století, dělili piraňovité podle chrupu na ty se dvěma horními řadami zubů („býložravé“ piraně nazývané pacu) a na ty s jednou horní řadou zubů („masožravé“ pravé piraně). Vnitřní systematika piraňovitých respektující jejich evoluční vztahy se však ukázala být velmi komplikovaná, zejména kvůli přítomnosti četných konvergencí a paralelismů v souvislosti s tvarem a funkcí zubů. Problémy se potýkají nejen s klasifikací samotných rodů, ale i s jejich vymezením, poněvadž většina rodů nebyla ještě na začátku 20. let 21. století vytyčena tak, aby plnila požadavek na monofyletismus. Molekulární fylogenetika ukázala na existenci tří hlavních linií piraní, což jsou: (1.) klad okolo rodu Colossoma, (2.) klad okolo rodu Myleus a (3.) klad okolo rodu Serrasalmus. První zmiňovaný klad zahrnuje velké zástupce pacu a je sesterský vůči zbývajícím kladům malých pacu a pravých piraní. Pravé, tj. dravé piraně tradičně spadaly do čtyř rodů: Serrasalmus, Pristobrycon, Pygocentrus a Pygopristis, po taxonomických revizích zůstávají platné pouze rody Serrasalmus, Pygocentrus a Pygopristis. Do jejich příbuzenstva se řadí i drobné „tetry“ rodu Catoprion a pacu rodu Metynnis.
Níže uvedený přehled platných rodů je aktuální k dubnu 2025 a vychází z Eschmeyer's Catalog of Fishes:
- podčeleď Colossomatinae
  - Colossoma Eigenmann & Kennedy, 1903 (= Melloina Amaral Campos, 1946; Waiteina Fowler, 1907)
  - Mylossoma Eigenmann & Kennedy, 1903 (= Starksina Fowler, 1907)
  - Piaractus Eigenmann, 1903 (= Reganina Fowler, 1907)
- podčeleď Myleinae
  - Acnodon Eigenmann, 1903
  - Mylesinus Valenciennes, 1850
  - Myleus Müller & Troschel, 1844
  - Myloplus Gill, 1896 (= Orthomyleus Eigenmann, 1903)
  - Ossubtus Jégu, 1992
  - Paramyloplus Norman, 1929
  - Prosomyleus Géry, 1972
  - Tometes Valenciennes, 1850
  - Utiaritichthys Miranda Ribeiro, 1937
- podčeleď Serrasalminae
  - Catoprion Müller & Troschel, 1844
  - Metynnis Cope, 1878 (= Myleocollops Eigenmann, 1903; Sealeina Fowler, 1907)
  - Pygocentrus Müller & Troschel, 1844 (= Gastropristis Eigenmann, 1915; Rooseveltiella Eigenmann, 1915; Taddyella Ihering, 1928)
  - Pygopristis Müller & Troschel, 1844
  - Serrasalmus Lacepède, 1803 (= Pristobrycon Eigenmann, 1915; Serrasalmo Duméril, 1805)
  - † Megapiranha Cione et al., 2009 (?) – svrchní miocén, Argentina[5]

## Popis

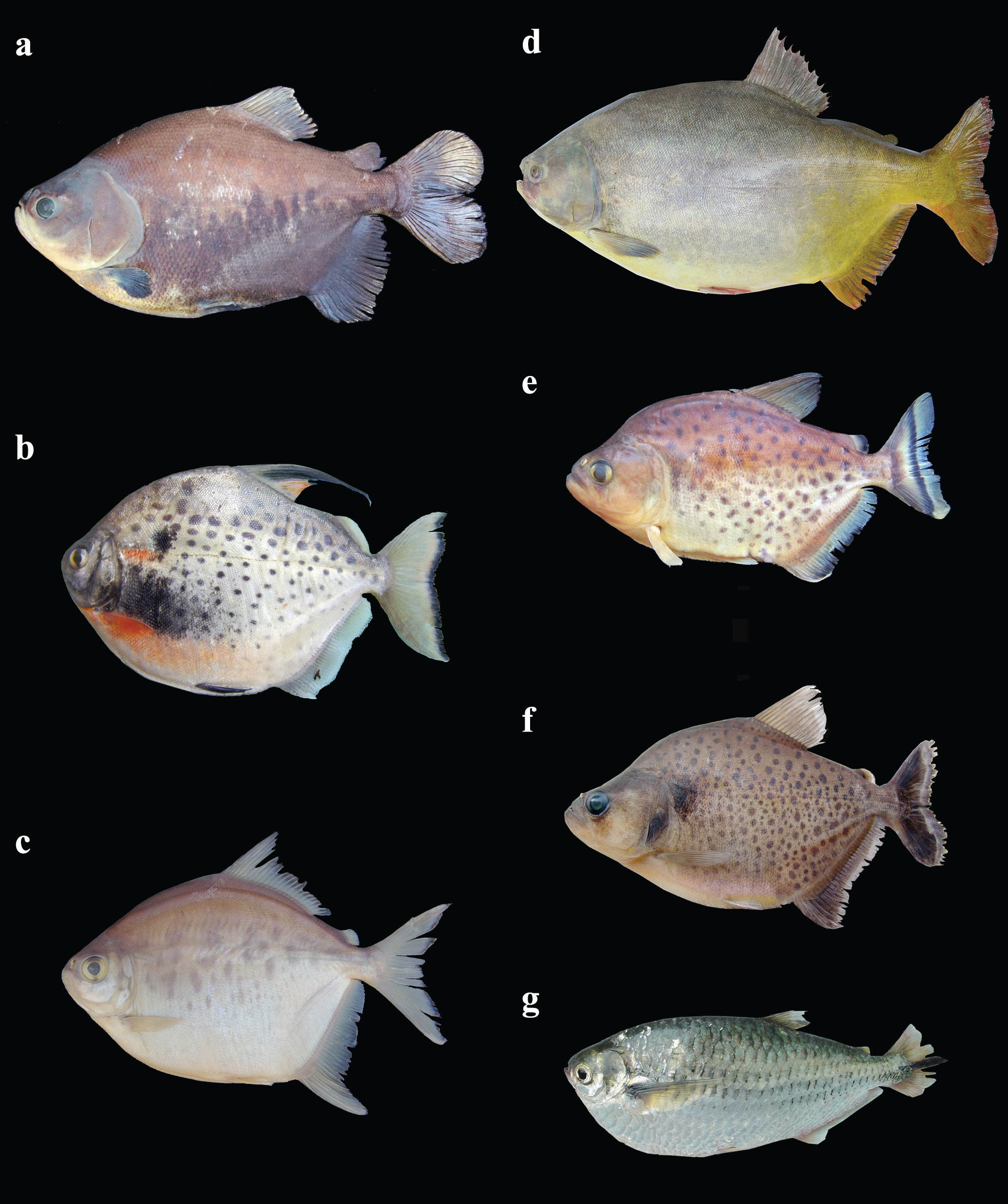
Rozmanité piraně z povodí řeky Paraná (s výjimkou tetry pod písmenem g)

Mezi piraňovitými se objevují malé i velké ryby, největší zástupci délkou těla přesahují 80 či 100 cm, zatímco nejmenší z nich dospívají při délce pouhých několika centimetrů (např. rod Catoprion). Vůbec největší žijící piraňou je piraňa rostlinožravá (Colossoma macropomum) nazývaná také tambaqui, která s hmotností 30 kg představuje druhou nejmohutnější sladkovodní rybu Amazonie hned po arapaimě velké (Arapaima gigas). Obávaná piraňa červená (Pygocentrus nattereri) bývá znatelně menší, velcí jedinci dorůstají délky pouhých 15 až 24 cm, byť maximální zaznamenaná délka činí asi 50 cm. Samice některých druhů bývají větší než jejich samčí protějšky, ovšem u osubtuse brazilského (Ossubtus xinguense) je tomu naopak. Piraně mají typicky stříbřité tělo doplněné o další odstíny. Zbarvení může být pohlavně dimorfní, zejména během období tření.
Tělo piraní je zploštělé a velmi vysoké ve srovnání s jeho délkou (poměr výšky a délky se většinou pohybuje v rozsahu 45–100 %, avšak u některých piraní je menší). Tělo kryjí malé šupiny vyrůstající ve velkém počtu řad, objevuje se úplná postranní čára. Hřbetní ploutev je středně velká a vyztužená 2–4 nevětvenými a 12–26 větvenými paprsky, těsně před hřbetní ploutví však u většiny druhů vyrůstá osten. Řitní ploutev je vykrojená až vidlicovitá, relativně dlouhá a vyztužená 2–4 nevětvenými a 21–44 větvenými paprsky. Mezi hřbetní a řitní ploutví vyrůstá tuková ploutvička, u zástupců rodu Metynnis relativně dlouhá. V rámci kladu sdružující rody příbuzné rodu Myleus se objevuje nápadný pohlavní dimorfismus, poněvadž samci mají řitní ploutev rozdělenou na dva laloky, s hákovitým zakončením jejích paprsků, zatímco ze hřbetní ploutve vyrůstají dlouhé a tenké vláknovité výrůstky.

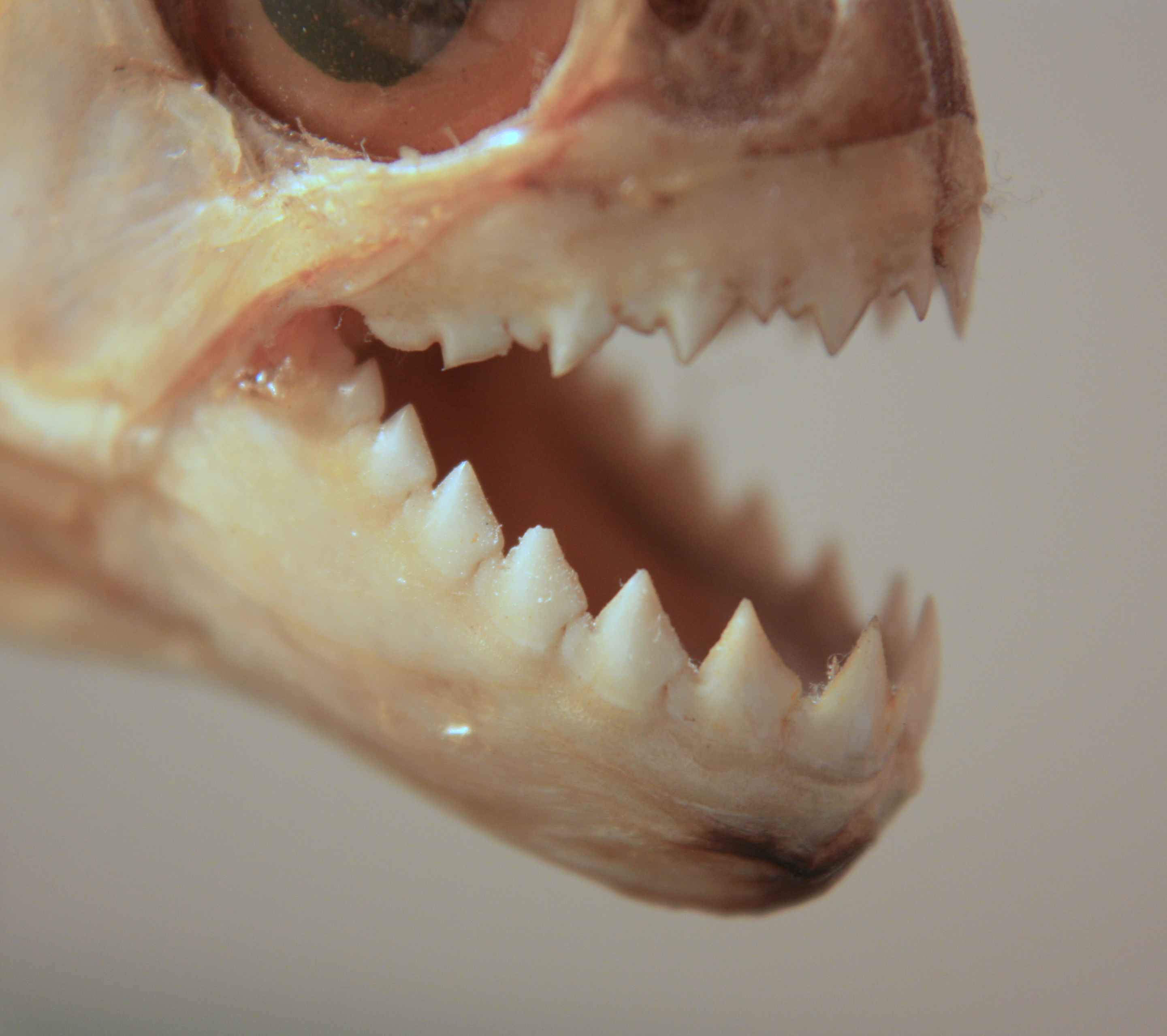
Zuby piraně

Piraňovití mají nevysunovatelná a u většiny zástupců koncová ústa. Zuby jsou uloženy v jedné nebo dvou řadách, přičemž pravé piraně mají jen jednu řadu zubů a u ostatních zástupců je počet řad proměnlivý. Chrup je typicky rozrůzněný neboli heterodontní. Masožravé piraně vynikají trojúhelníkovitými zuby s vroubkováním, naopak piraně označované jako pacu mají zuby připomínající řezáky a stoličky, díky nimž mohou drtit i tvrdou potravu. Zuby do sebe po stranách vzájemně zapadají, což zjevně pomáhá lépe rozložit sílu během kousání. Při výměně chrupu dochází také k vypadnutí a nahrazení celé této jednotky, nikoli jednotlivých zubů. Největší sílu skusu mají paradoxně masožravé piraně, a to díky mohutným přitahovačům dolní čelisti. Ta je navíc předsunutá směrem dopředu, což umožňuje efektivněji vytrhávat maso z oběti. V případě piraně stříbřité (Serrasalmus rhombeus) se její přední zuby svírají se silou až 320 N, což u jiných kostnatých ryb nemá obdoby. V případě vyhynulého rodu Megapiranha činí odhady jeho síly skusu dokonce 1 240–4 749 N, díky čemuž by tato piraňa byla schopná drtit i kosti obratlovců.

## Chování a ekologie

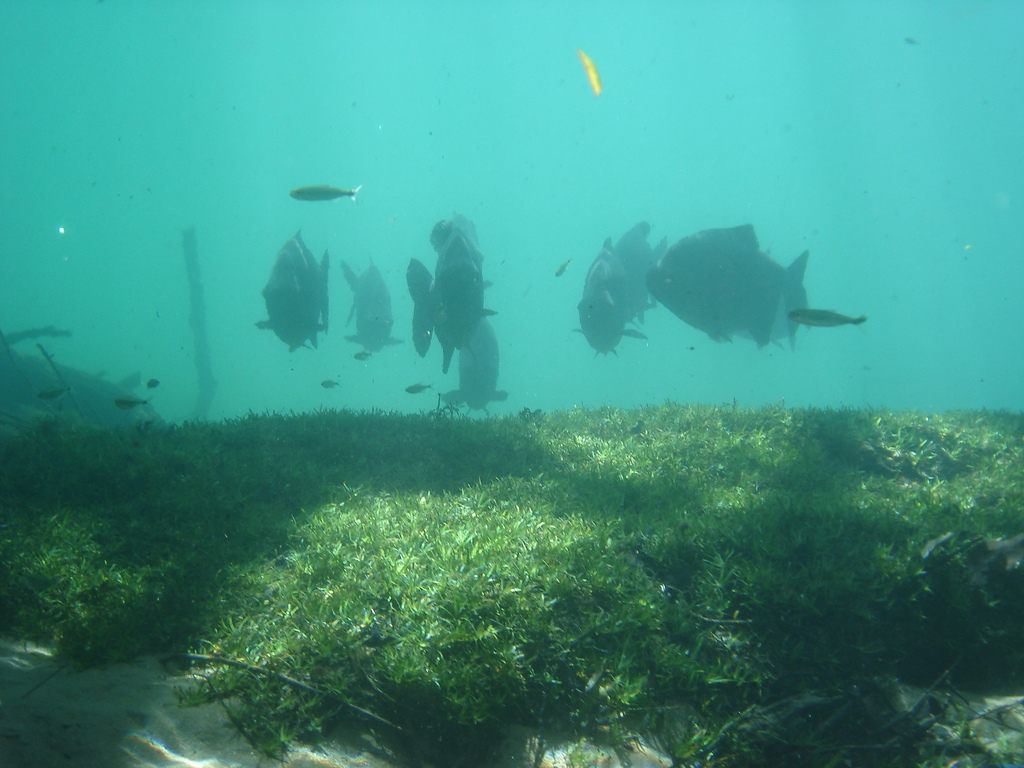
Myletes jedlý v Mato Grosso do Sul

Piraňovití představují endemity Jižní Ameriky. Všechny druhy se vyskytují ve sladkovodních ekosystémech, zejména v nížinách a záplavových oblastech – často v mělkých vodách s přidruženou vegetací, jaké poskytují např. pomalé úseky velkých řek blížící se svému ústí. Obývané spektrum biotopů je však široké a například zástupci rodů ze skupiny malých pacu se vyskytují v rychle tekoucích vodách, kde využívají úkrytů poskytovaných kamenitým dnem s porosty nohonitcovitých (Podostemaceae). Řadě piraní nevadí obývat všechny tři typy vod jihoamerických sladkovodních ekosystémů, a sice vody černé, bílé a čiré (jednotlivé vody se různí množstvím živin a dalších látek, například tříslovin, a také obsahem iontů). Zároveň nezřídka – nikoli však v případě všech druhů – prosperují jak v otevřených, tak v zalesněných oblastech. Například metynis guaporenský (Metynnis guaporensis) preferuje stojaté vody jezer či pomalých úseků řek, ovšem hojně žije i v řekách s bílou i černou vodou.

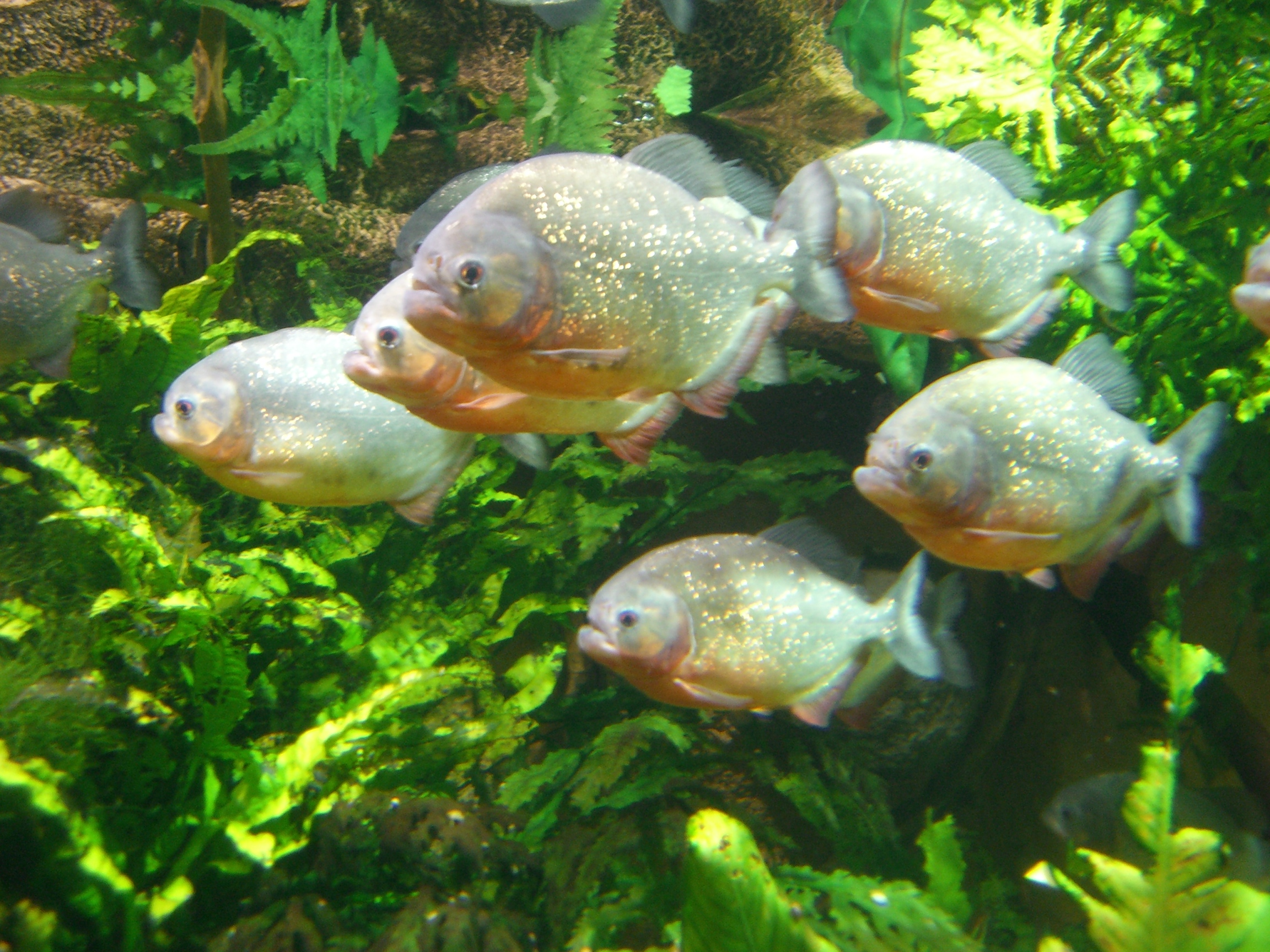
Skupina piraní červených v zajetí (Petrohrad)

Většina piraní je relativně společenská: solitérně žije jenom málo druhů; piraně typicky vytvářejí malé skupiny, několik druhů pak početná hejna. Život v hejnech může poskytovat účinnější ochranu proti predátorům, a to i pro dravé zástupce, jako je piraňa červená. Dravé druhy se shlukují do skupin také pro efektivnější lov, ačkoli v jejich hejnech dochází i k vnitrodruhové agresi (na druhou stranu bylo zaznamenáno i vzájemné komfortní chování spočívající v čištění). Mezi jednotlivými rybami dochází v takovém případě k ustanovení hierarchie, projevující se mj. specifickým pořadím krmení konkrétních jedinců. Vzájemnou komunikaci umožňují aktivně produkované zvuky, k jejichž zesilování piraně využívají plynový měchýř.
Některé piraňovité ryby se sdružují do mezidruhových hejn a společně migrují proti proudu za účelem tření či krmení. Toto chování je charakteristické zejména pro druhy ze skupiny velkých pacu, příkladem budiž myletes jedlý (Piaractus mesopotamicus). Ostatní piraně se přesouvají spíše mezi říčními kanály a sezónně zaplavovanými nivami v závislosti na výšce vodní hladiny. V přehrazených částech toku, kde panují stálejší podmínky prostředí, se piraně mohou množit celoročně. Dravé druhy kladou jikry na připravené místo na dně či na vodní rostlinstvo, přičemž jeden či oba rodiče se nezdráhají chránit své potomstvo před případnými narušiteli. Mladé ryby se následně zdržují ve vodní vegetaci, s níž mohou být proudem zaneseny do jiných lokalit.

### Potrava

Piraňa rostlinožravá

Navzdory častému obrazu piraní jako nenasytných predátorů má tato skupina velmi rozmanité potravní návyky, od býložravosti přes všežravost až po zmiňovanou masožravost. Evoluci piraňovitých zároveň provázejí různé ekomorfologické konvergence a paralelismy, z tohoto důvodu také potravní chování a s ním související morfologie neposkytují vhodné znaky pro rekonstrukci fylogeneze: například některé dravé druhy se v průběhu evoluce opět přeorientovaly spíše na rostlinnou stravu (např. piraňa zlatá, odb. Serrasalmus aureus). Předchůdce všech piraní byl pravděpodobně plodožravý, zatímco předchůdce podčeledi pravých piraní Serrasalminae byl pravděpodobně listožravý nebo všežravý. Za přechodnou fosilii („mezičlánek“) směrem k pravým piraním je pokládán miocenní druh Megapiranha paranensis.
Bazální zástupci ze skupiny velkých pacu se v mládí živí drobnými bezobratlými, ovšem v dospělosti konzumují zejména plody. Pomocí svých zubů připomínajících stoličky dovedou rozžvýkat i tvrdou rostlinnou potravu. V průběhu záplavového období tvoří plody většinu jejich stravy a během něj si tyto ryby také nastřádají tukové zásoby, z nichž v případě potřeby čerpají o dalších měsících roku. Během záplav býložravé piraňovité ryby zároveň slouží jako důležití rozptylovači semen. Například piraňa rostlinožravá zastává tuto ekologickou úlohu pro kaučukovníky Hevea spruceana a také palmu hvězdoru druhu Astrocaryum jauari. Myletes jedlý je zase klíčovým rozptylovačem pro palmy Bactris glaucescens; jeho trávicím traktem projde více neporušených semen této rostliny než v případě jiných velkých obratlovců, například vřešťanů, leguánů, nanduů či prasat pekari. Vztah mezi piraňovitými a plodícími rostlinami může být natolik těsný, že podle některých závěrů spolu diverzifikace obou skupin koreluje, snad nastala během eocénu.
Řada malých pacu žijících v rychle tekoucích vodách je potravně úzce vázána na porosty sladkovodních rostlin z čeledi nohonitcovitých. Jde o bizarní vodní byliny, které se ekologicky podobají mořským řasám a rostou zejména ve skalnatých peřejích a vodopádech. Mláďata malých pacu se skrývají v porostech nohonitcovitých a vyhledávají zde drobné bezobratlé, což je koneckonců typické chování i pro ostatní piraňovité a řadu rybích druhů všeobecně. Dospělí jedinci se následně přeorientovávají na listy, květy a semena zmíněných rostlin, které jídelníčku některých druhů zcela dominují.

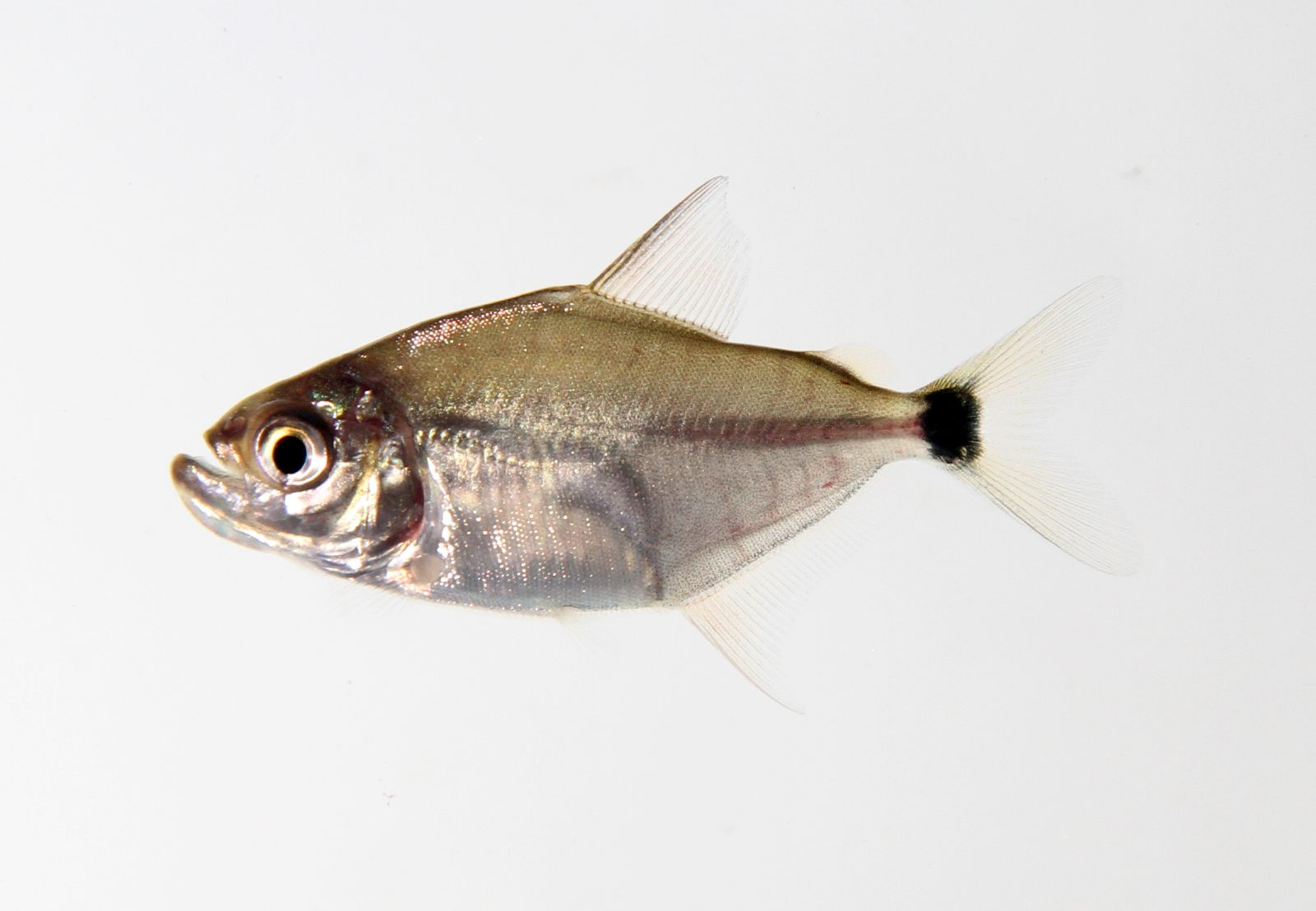
Mladý zástupce rodu Catoprion

Masožravé druhy se objevují v podčeledi pravých piraní Serrasalminae. Hejna piraní červených se živí rybami a jinými obratlovci, ovšem stejně tak hmyzem, hlemýždi, červy nebo rostlinnou složkou. Jejich potravou se podle některých zdrojů mohou stát i velcí obratlovci, jako jsou sumci, krokodýli, rybožraví ptáci, a dokonce i jaguáři. Krev ve vodě podněcuje útočné chování piraního hejna. Potravní návyky dravých piraní červených se různí podle věku: zatímco největší jedinci shánějí potravu za soumraku a svítání, mladí jedinci spíše během dne. U dravých piraní se často objevuje mrchožravost, jež může vysvětlovat zdánlivou predaci na velkých obratlovcích. Piraní hejno každopádně tělo může ohlodat až na kost.
Zajímavou potravní strategií dravých piraní je ukusování šupin a ploutví ostatním rybám, charakteristické často pro mladé jedince různých druhů. Rod Catoprion se dokonce na rybí šupiny potravně specializoval, šupiny z ryb uvolňuje pomocí prudkého úderu otevřenou tlamou. Vzhledem k tomu, že šupiny i části ploutví snadno regenerují, lze takové chování pokládat v jistém smyslu za ektoparazitismus spíše než za predaci. Piraně maraňonské (Serrasalmus spilopleura) útočí zejména na ryby, které se samy věnují nějaké činnosti, například námluvám, boji nebo shánění potravy. Hrozba podobných ataků může dokonce vést ke změnám ve využívání stanovišť ze strany rybích společenstev, anebo k nějaké formě obranného chování, jako je vytváření specifických kruhových formací. V rámci podčeledi Serrasalminae se nicméně odvozuje i rod Metynnis, výjimečný svou stravou založenou na plantkonu a řasách.

## Piraně a lidé

### Útoky na člověka
Piraně mají pověst krvežíznivých predátorů, kterou si v západních pramenech postupně vybudovaly již od 16. století. Schopnost ohlodat zvíře až na kost prý obyvatelé žijící v deltě Orinoka dokonce využívali k likvidaci nebožtíků, když je kvůli záplavám nebylo možné pohřbít. Na vytvoření obrazu piraní jako „nejdivočejších ryb na světě“ přispěl i Theodore Roosevelt, pro něhož místní připravili představení: nechali v ohrazené části vody vyhladovět hejno piraní a pak jim předhodili živou krávu. Dravé ryby ji bez problémů sežraly. Popis chování piraní poskytl například i český cestovatel a dobrodruh Enrique Stanko Vráz, jenž uvádí:
Chci se zmíniti o jiné rybě, již mám v dostatečné vážnosti a úctě a pro niž často jest mně vyhnouti se chladící lázni, která při zdejší temperatuře tak jest potřebna. Jest to »Caribe« (Serrasalmo rhombeus), ryba známá ve všech zdejších řekách, a vypravuje-li se sem a tam cosi přehnaného o dravosti a loupeživosti její, jest třeba přece doznati, že v základech jest pověst ta pravdiva. Běda poraněnému zvířeti nebo člověku, kterému jest přeplavati řeku, v níž ryba tato žije! Já sám viděl jsem na vlastní oči, že v malé říčce, sotva 6 metrů široké, ale hluboké, kterou při svých vycházkách denně musím přebroditi, pokousáni byli rybou touto při koupání dva ze zdejších lidí a jeden osel, jenž měl tělo poraněné a několik hnisajících ran (zachází se zde totiž velmi nelidsky se zvířaty a hlavně s osly), a jenž byl po přebrodu na některých místech jako by ožrán. Moje nechuť, koupati se v místech takových, je tím zajisté dostatečně odůvodněna.

Nebezpečí ze strany piraní nelze podceňovat, útok hrozí zejména brodícím se lidem či zvířatům s krvácejícím zraněním. Zpopularizovaný obraz piraní jako lidožroutů je však spíše přehnaný: studie publikovaná v roce 2003 a zabývající se útoky ze strany piraně maraňonské v jihovýchodní Brazílii shrnula, že většina napadených plavců utržila pouze jediné kousnutí (byť podobná zranění mohou být přesto vážná, dochází např. i k amputacím prstů). Útoky nemusí souviset s potravním chováním, ale spíše s obranou potomstva ze strany rodičů. Co se týče usmrcených lidí, je problematické určit, kolik z hlášených lidských obětí zemřelo skutečně po útoku piraní, a v kolika případech piraně pouze ožraly člověka, jenž zemřel například na následky utonutí či z jiných příčin. Zdokumentované případy ukazují spíše na druhou možnost.
Pověst piraní byla využita v několika filmových snímcích, zejména hororového žánru. V české distribuci vyšly snímky Piraňa (Piranha, 1978), Piraňi II: Létající zabijáci (Piranha II: The Spawning, 1982) či Megapiraňa (Mega Piranha, 2010). Jako popravčí nástroj se objevují také v bondovce Žiješ jenom dvakrát (You Only Live Twice, 1967). Jméno piraně ale nesla například i americká druhoválečná ponorka USS Piranha (SS-389) a označuje se tak i směs kyseliny sírové a peroxidu vodíku.

### Využití

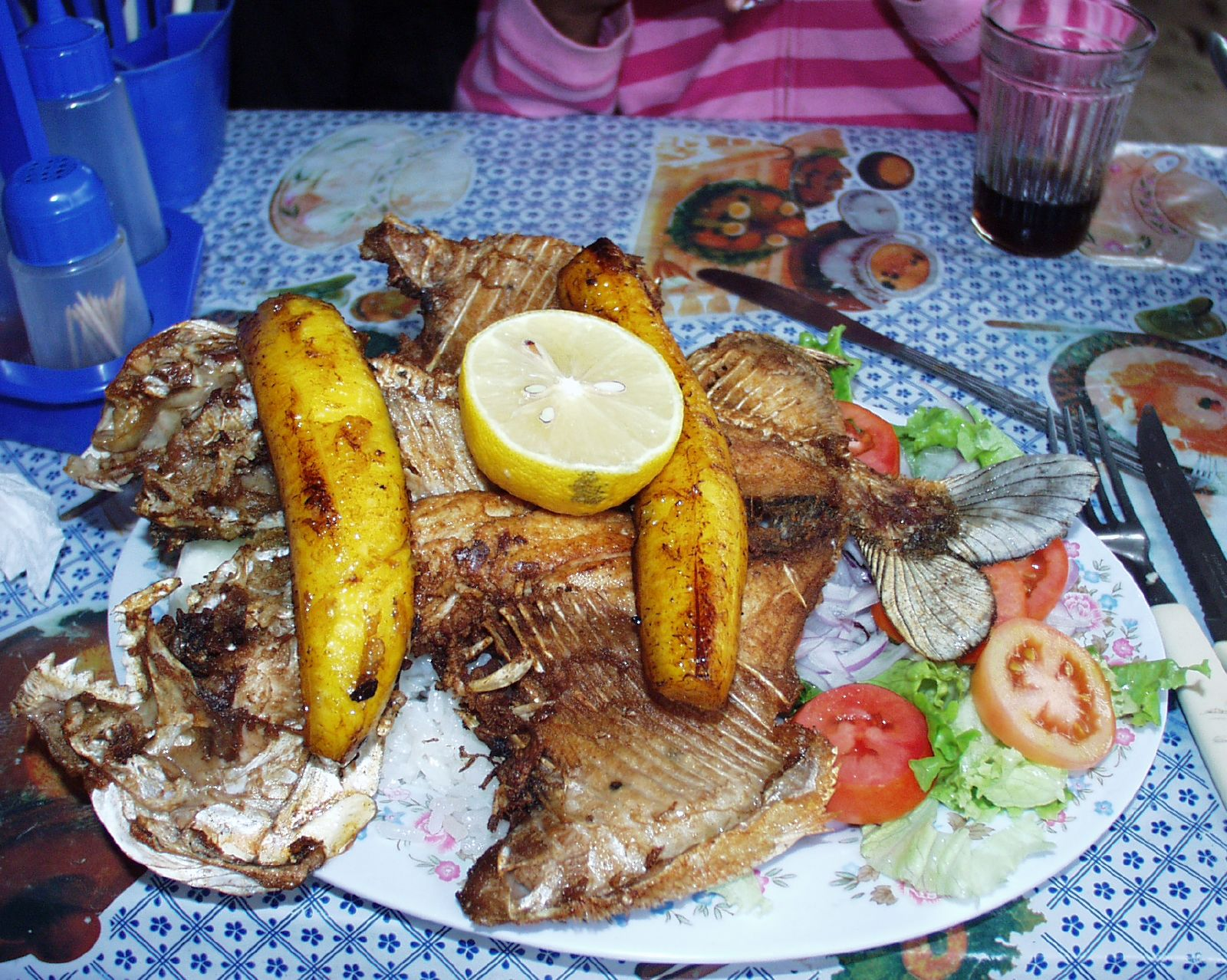
Grilovaný pacu s oblohou

Mezi lovenými či pro maso chovanými piraňovitými rybami se etablují zejména velké druhy pacu z rodů Piaractus a Colossoma. Naproti tomu menší druhy piraňovitých nejsou nijak zvlášť ceněny, dravé druhy naopak často obírají rybáře o návnady či ulovené ryby, poškozují jim sítě a mohou je i pokousat. Na jídelníčku místních obyvatel či na tržnicích se však sporadičtěji objevují i ony.
Piraně se objevují i v akvaristice, v zájmových chovech zejména rostlinožraví zástupci: myletes paranský (Mylossoma duriventre), myloplus červenoploutvý (Myloplus rubripinnis) či metynys rostlinožravý (Metynnis hypsauchen). Jmenované druhy dorůstají délky a výšky asi 15–20 cm a v angličtině se pro svůj vzhled označují jako „stříbrné dolary“ (Silver dollar). Větší druhy piraňovitých, jako je piraňa rostlinožravá, se chovají spíše ve výstavních akváriích. Draví zástupci, zejména piraňa červená, představují problematické chovance pro svou kousavost. V případě společného odchovu mladých ryb, které si mezi sebou ustanoví hierarchii, je možné v zajetí držet i hejna piraní. Jakožto potenciálně rizikový invazní druh však chov podléhá regulacím a například v jižních státech USA, kde pro piraně panuje příhodné klima, je dovoz piraní červených zcela zakázán (Florida či Texas).
Původní obyvatelé Jižní Ameriky využívali zuby piraní k výrobě nástrojů, například žiletek.

### Ohrožené druhy

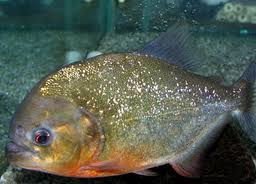
Ohrožená piraňa neverinská

Mezinárodní svaz ochrany přírody (IUCN) uváděl ke 13. dubnu 2025 celkem 87 druhů piraňovitých, z nichž 69 považoval za málo dotčené, 4 druhy jako téměř ohrožené, 6 druhů jako zranitelných, 2 druhy jako ohrožené a 1 druh jako kriticky ohrožený. U dalších 5 druhů chyběly údaje a stav ohrožení tedy zůstával nejistý.
V důsledku narušování přirozeného prostředí, například kvůli výstavbě vodních nádrží, jsou ohroženy zejména druhy migrující a piraně z rychle tekoucích vod obývající výhradně několik konkrétních toků. Kriticky ohrožená piraňa Nalsenova (Serrasalmus nalseni) například obývá pouze tři přítoky řeky Caño Manamo, která ústí na severovýchodě Venezuely do delty Orinoka. Celková velikost populace tohoto druhu zřejmě nepřesahuje 50 jedinců. Ohrožená piraňa neverinská (Serrasalmus neveriensis) se zase vyskytuje výhradně v říčních systémech blízko pobřeží Venezuely a celkový počet jedinců zřejmě nepřesahuje 250. V pouhých několika lokalitách žije i piraňa máloostná (Serrasalmus careospinus), ohrožená těžbou zlata v lokalitě Guyanské vysočiny. Pro komerčně ceněné druhy představuje problém také rybolov a například piraňa rostlinožravá se v Amazonii loví o asi 20 % více, než odpovídá udržitelné míře. Druh proto patří mezi téměř ohrožené.